# Ontsira wasbaueri
Ontsira wasbaueri är en stekelart som först beskrevs av Marsh 1966.  Ontsira wasbaueri ingår i släktet Ontsira och familjen bracksteklar. Inga underarter finns listade i Catalogue of Life.